# Liste des phares de l'État de New York
Liste des phares dans l'État de New York :

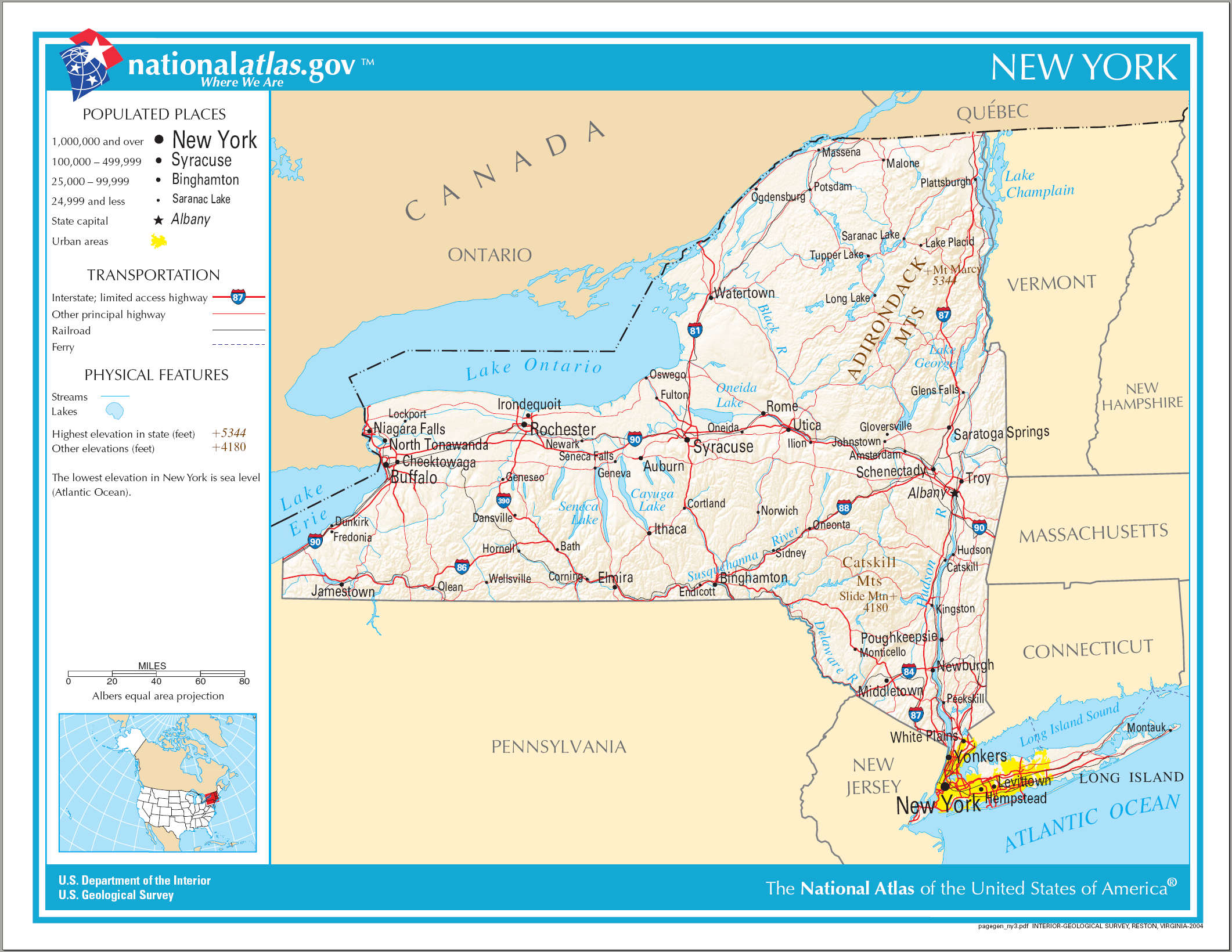
Carte de l'État de New York.

Aux États-Unis, les aides à la navigation sont gérées par l'United States Coast Guard mais la propriété (et parfois l'exploitation) des phares historiques a souvent été transférée aux autorités locales et à des organisations de préservation. Les phares des lacs Érié et Ontario sont gérés par le neuvième district de la Garde côtière à Cleveland, en Ohio. Ceux du fleuve Saint-Laurent et du lac Champlain sont exploités par le premier district de la Garde côtière à Boston, dans le Massachusetts.
Leur préservation est assurée par des sociétés locales de la American Lighthouse Foundation (en) et sont répertoriés au Registre national des lieux historiques (NRHP) (*).

## Lac Champlain

### Comté de Clinton
- Île Valcour :
  - Phare de Bluff Point *
- Phare de Cumberland Head

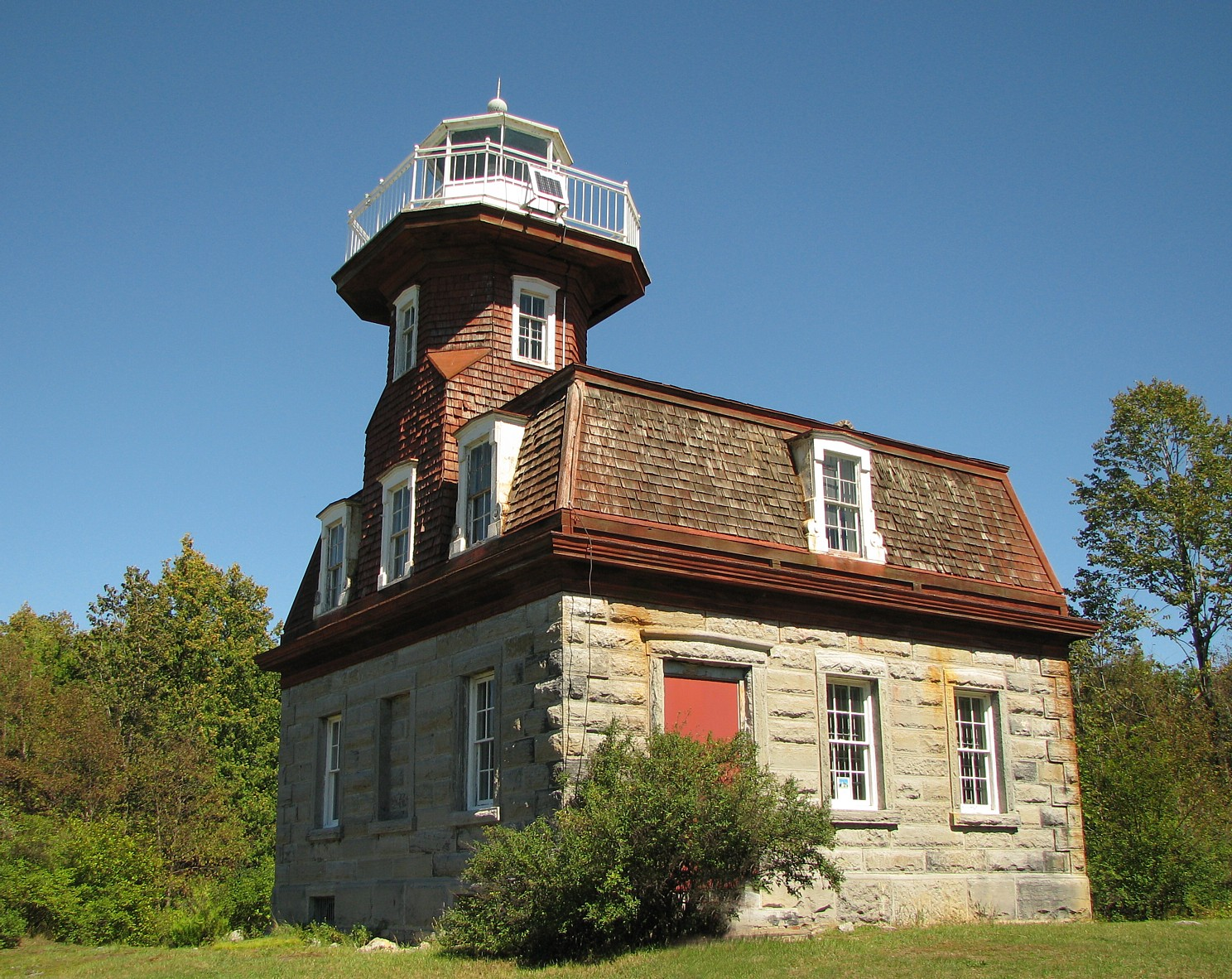
Bluff point.

- Phare de Point Aux Roches (Inactif)

### Comté d'Essex
- Phare de Split Rock Point
- Phare de Barber's Point
- Phare de Crown Point (New York) (Inactif)

## Fleuve Saint-Laurent

### Comté de Saint Lawrence
- Phare d'Ogdensburg Harbor *
- Phare de Crossover Island * (Inactif)

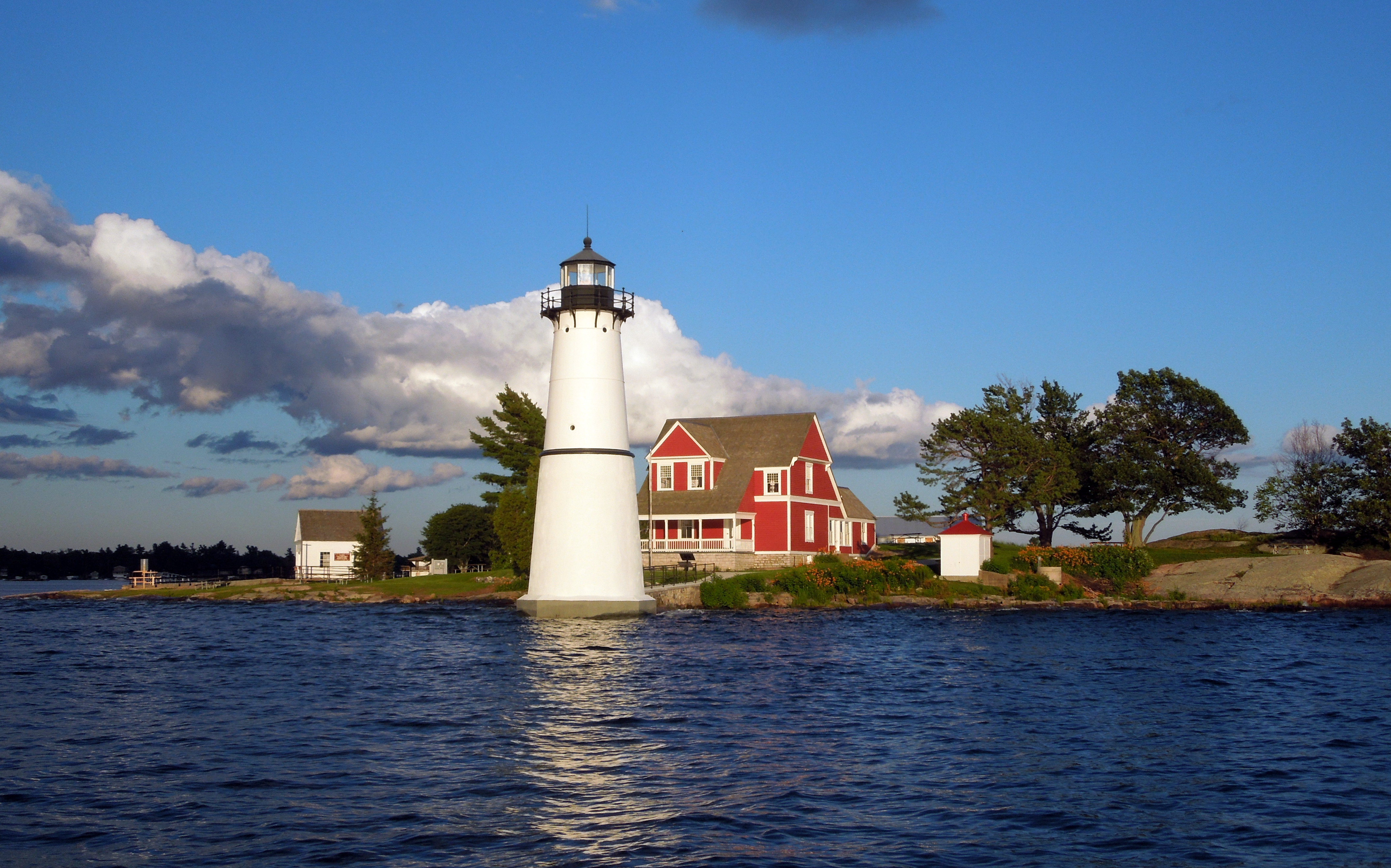
Rock Island

### Comté de Jefferson
- Phare de Sunken Rock
- Phare de Rock Island *
- Phare de Cape Vincent

## Lac Ontario

### Comté de Jefferson
- Phare de Tibbetts Point *
- Phare d'East Charity Shoal *
- Phare de Galloo Island *
- Phare de Horse Island (Inactif)

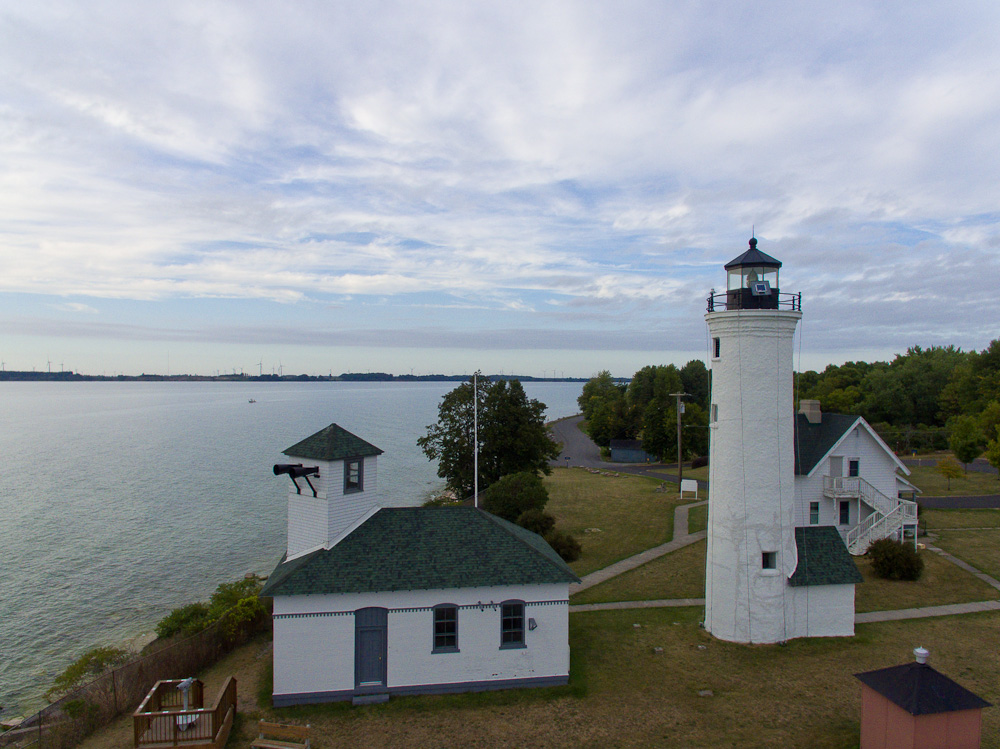
Tibbetts Point

- Phare de Stony Point (Henderson) (Inactif)

### Comté d'Oswego
- Phare d'Oswego Harbor *
- Phare de Selkirk *

### Comté de Wayne

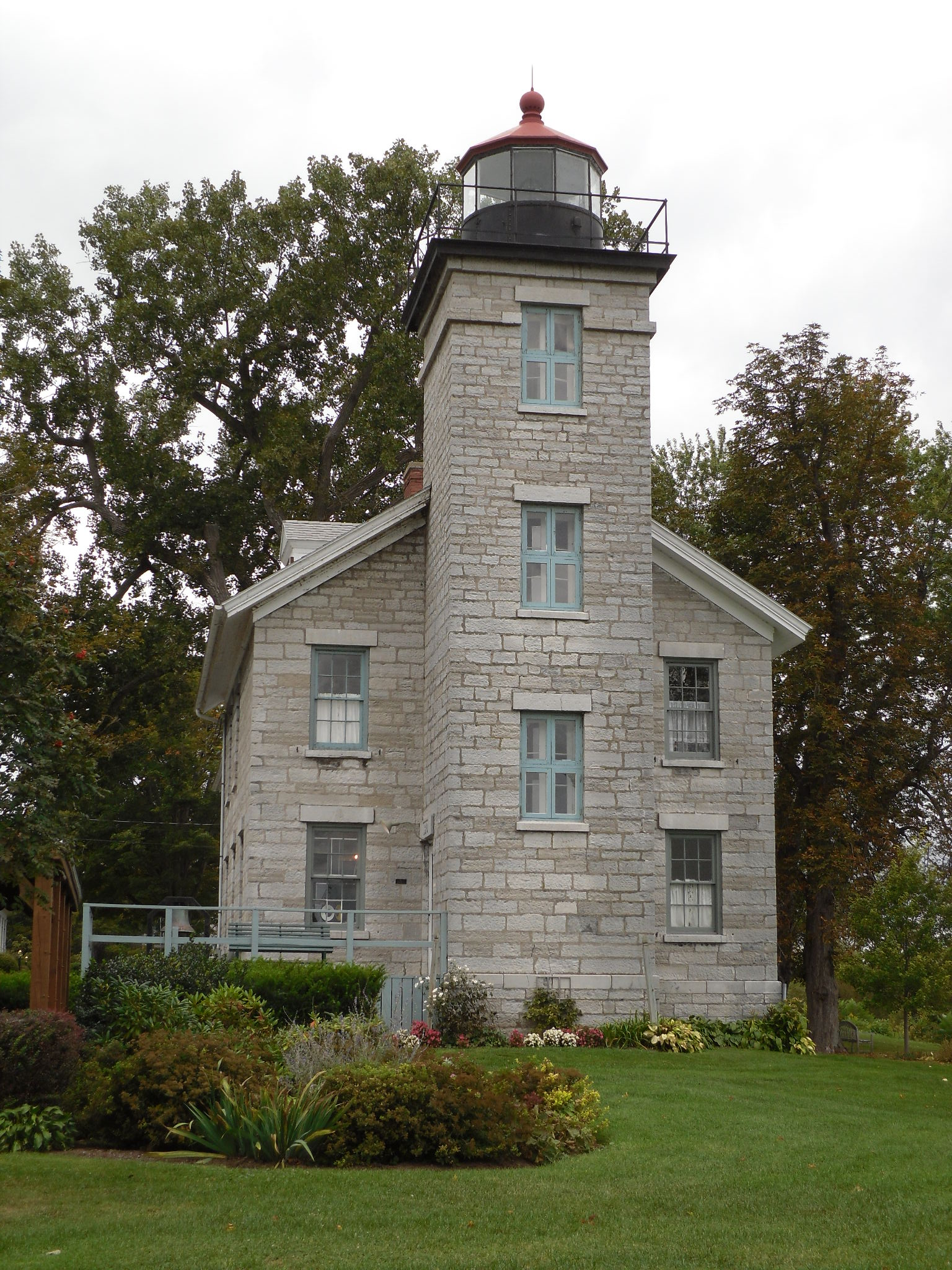
Sodus Point

- Phare de Sodus Outer
- Phare de Sodus Point * (Inactif)

### Comté de Monroe
- Phare de Charlotte-Genesee *
- Phare de Braddock Point

### Comté d'Orleans
- Phare d'Oak Orchard

### Comté de Niagara
- Phare de Thirty Mile Point *
- Phare d'Olcott (Inactif)
- Phare de Fort Niagara

## Lac Érié

### Comté d'Érié
- Phare de Buffalo Main *

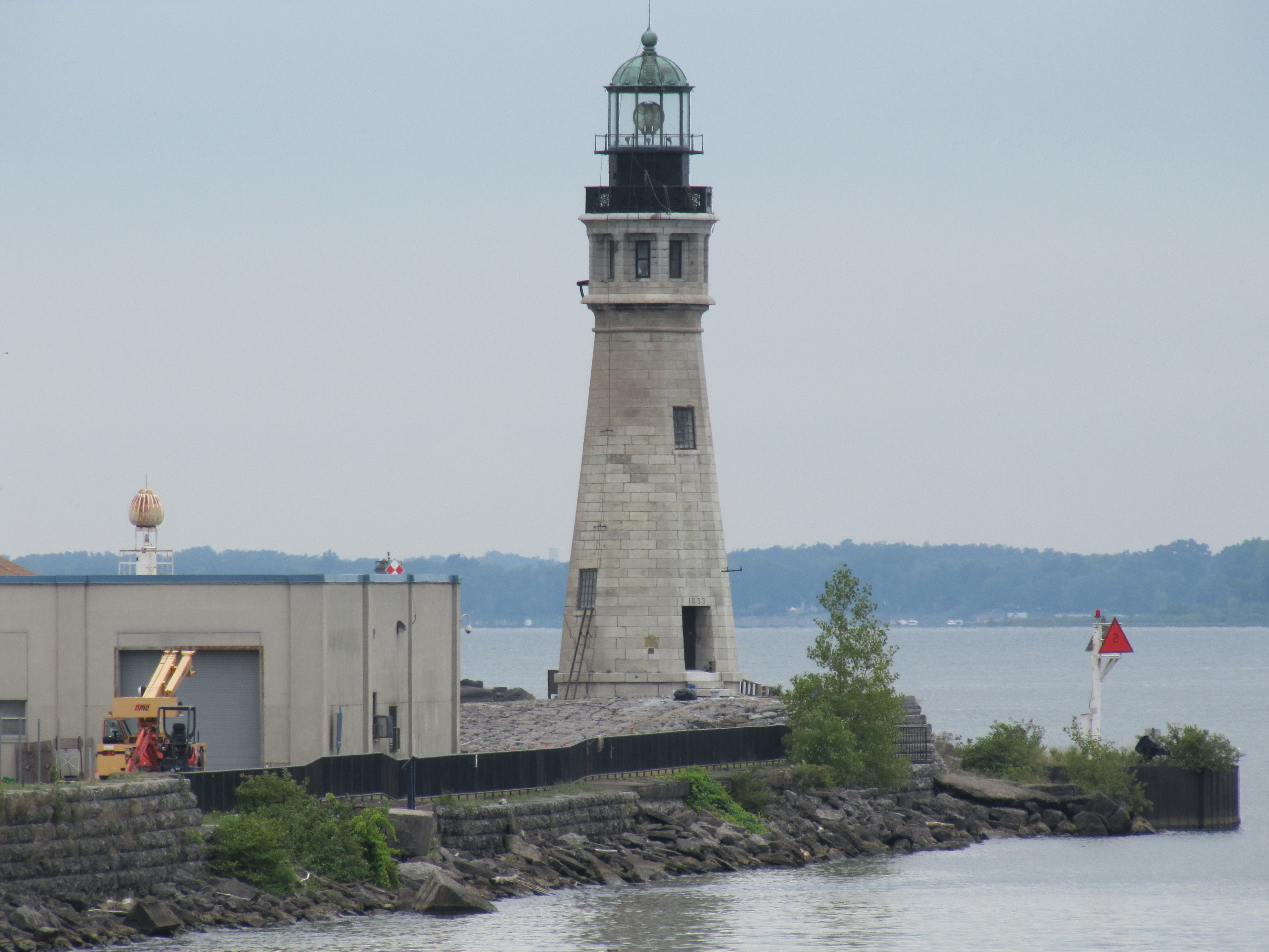
Buffalo Main

- Phare de Buffalo (entrée nord) * (Inactif)
- Phare de Buffalo (entrée sud) * (Inactif)

### Comté de Chautauqua
- Phare de Dunkirk *
- Phare de Barcelona * (Inactif)

## Lac Oneida

### Comté d'Oswego
- Phare de Brewerton Range Rear[1]
- Phare de Frenchman Island
- Phare de Verona Beach[2]

## Fleuve Hudson

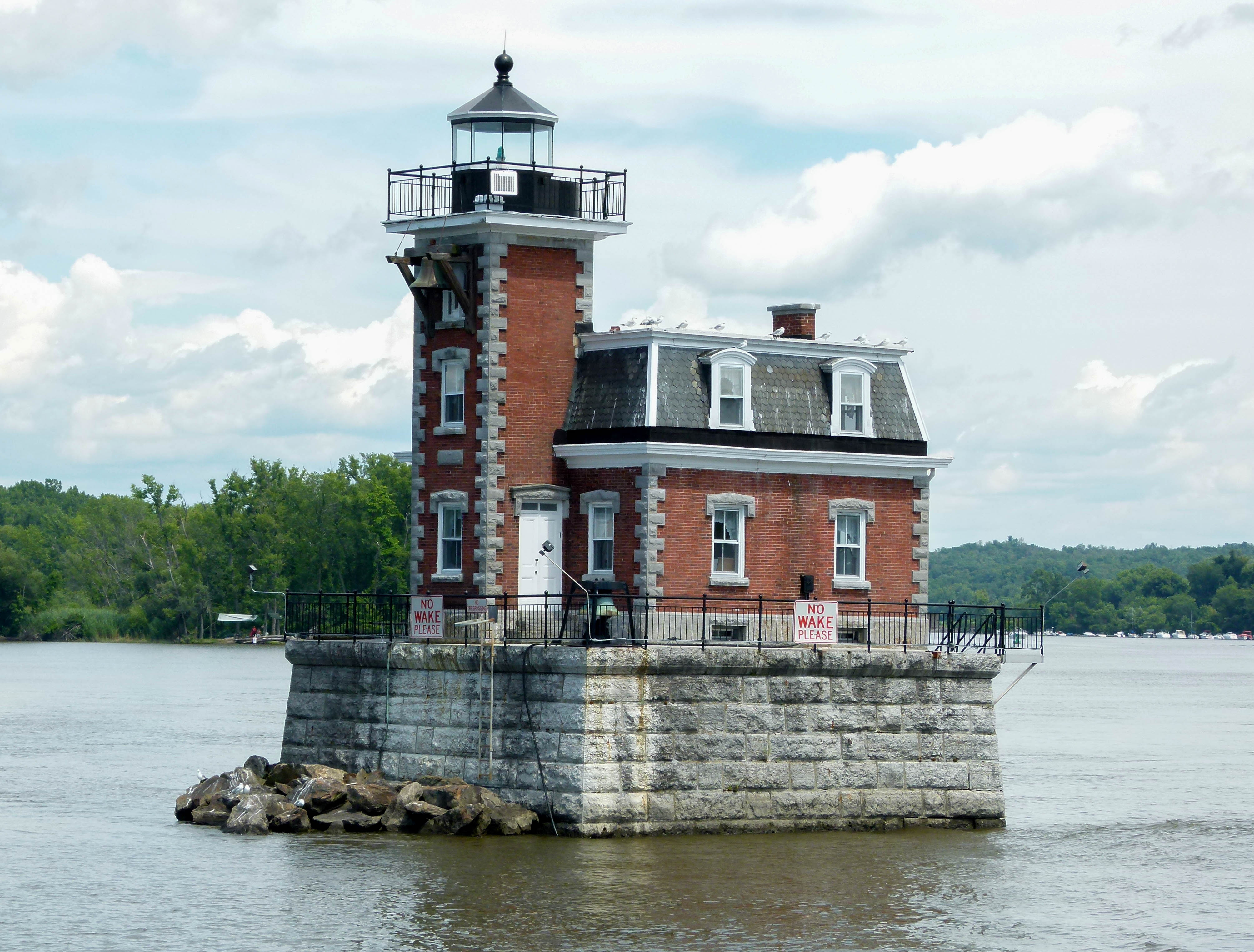
Hudson-Athens

### Comté de Greene
- Phare de Coxsackie

### Comté de Columbia
- Phare de Stuyvesant
- Phare d'Hudson-Athens *

### Comté d'Ulster
- Phare de Saugerties *
- Phare de Rondout Creek *
- Phare d'Esopus Meadows *

### Comté d'Orange

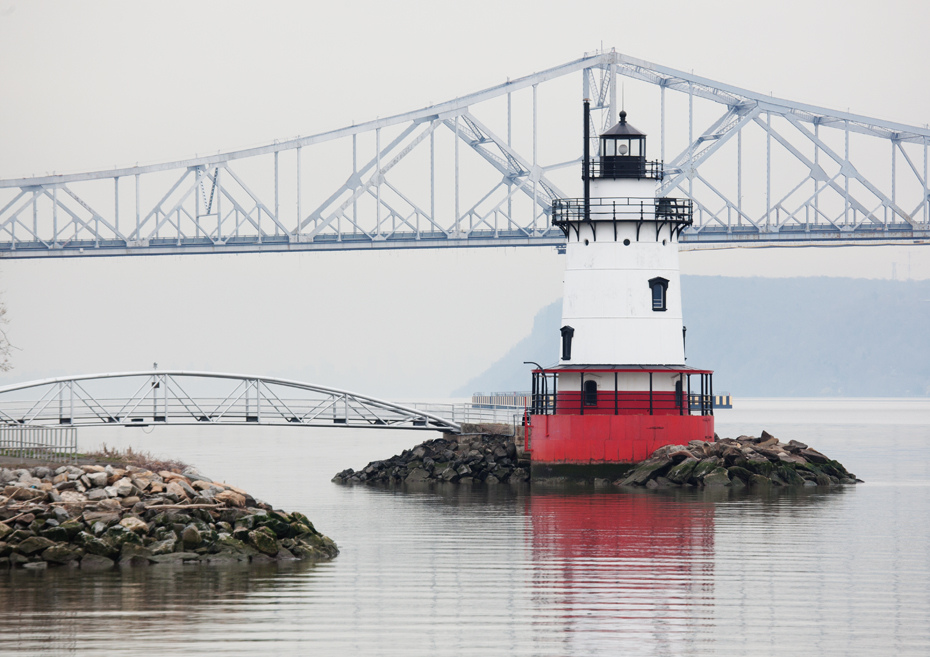
Tarrtrown

- Phare de West Point (New York)
- Danskammer Point Light (en)

### Comté de Rockland
- Phare de Stony Point *

### Comté de Westchester
- Phare de Tarrytown *

## New York City

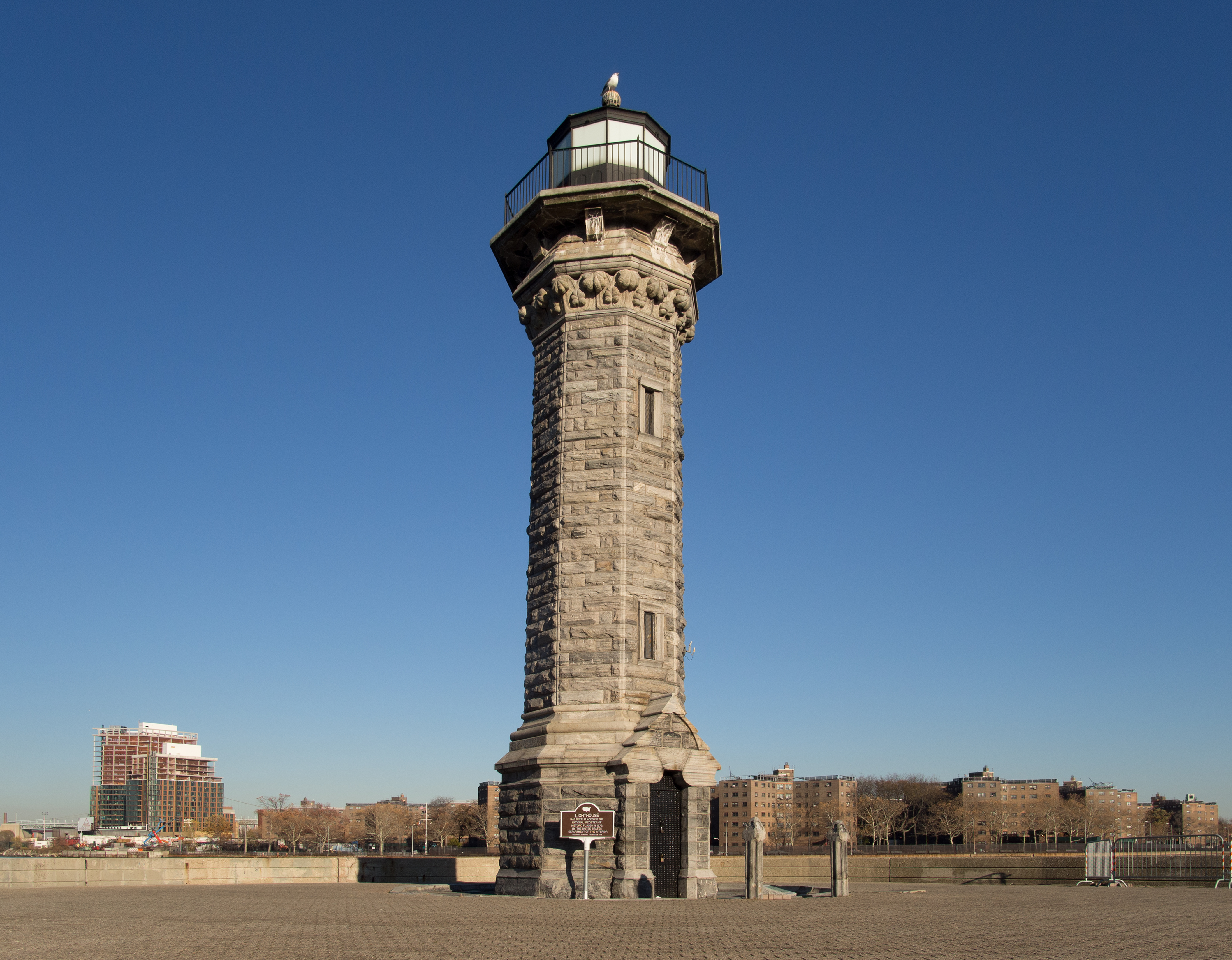
Blackwell Island

| - Phare de Blackwell Island * - Phare de Little Red * - Phare de Prince's Bay - Phare d'Old Orchard Shoal * (détruit en 2012) - Phare de West Bank * - Phare de Staten Island * - Phare de New Dorp * (Inactif) - Phare de Fort Wadsworth | - Phare de North Brother Island - Phare de Throgs Neck - Phare de Whitestone Point - Phare de Coney Island |

## Long Island

### Comté de Queens
- Phare d'Ambrose

### Comté de Nassau
- Phare de Stepping Stones *
- Sands Point Light (en) *
- Phare d'Execution Rocks *

### Comté de Suffolk

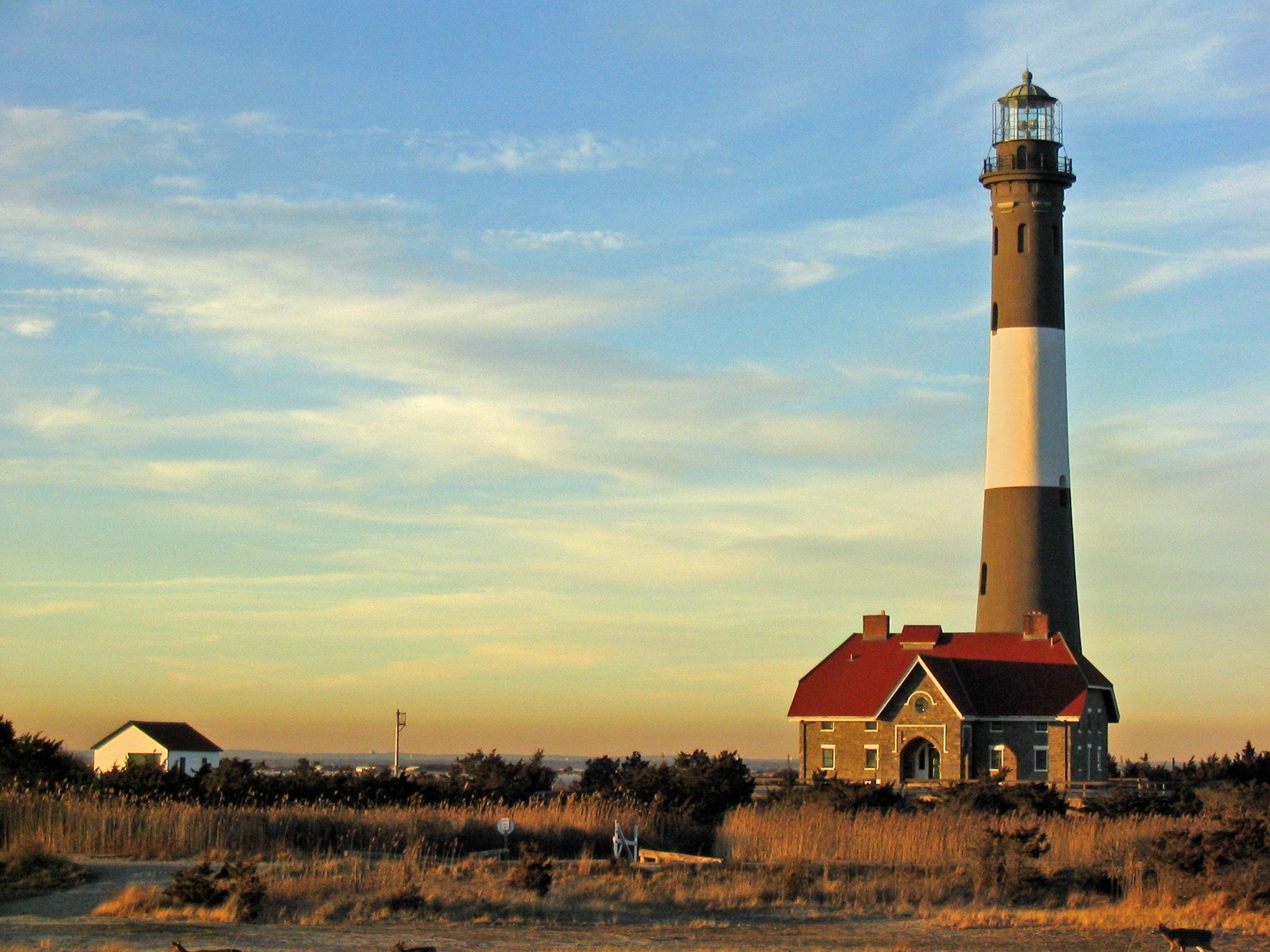
Fire Island

| - Phare de Cold Spring Harbor - Phare de Huntington Harbor * - Phare d'Eatons Neck * - Phare d'Old Field Point - Phare de Horton Point * - Phare d'Orient Point * - Phare de Plum Island * - Phare de Little Gull Island | - Phare de Race Rock * - Phare de North Dumpling - Phare de Latimer Reef * - Phare de Long Beach Bar - Phare de Cedar Island * - Phare de Montauk * - Phare de Fire Island * |